# Primera División de Chile 1967
Primera División de Chile 1967 var den chilenska högstaligan i fotboll för herrar för säsongen 1967, som slutade med att Universidad de Chile vann för sjätte gången.

## Kvalificering för internationella turneringar
- Copa Libertadores 1968
  - Vinnaren av Primera División: Universidad de Chile
  - Tvåan i Primera División: Universidad Católica

## Sluttabell
| Plac. | Lag                  | S  | V  | O  | F  | GM | IM | MSK | Poäng |
| ----- | -------------------- | -- | -- | -- | -- | -- | -- | --- | ----- |
| 1     | Universidad de Chile | 34 | 25 | 6  | 3  | 81 | 33 | 48  | 56    |
| 2     | Universidad Católica | 34 | 17 | 10 | 7  | 68 | 48 | 20  | 44    |
| 3     | Colo-Colo            | 34 | 16 | 9  | 9  | 74 | 51 | 23  | 41    |
| 4     | Unión Española       | 34 | 16 | 6  | 12 | 74 | 56 | 18  | 38    |
| 5     | Magallanes           | 34 | 12 | 14 | 8  | 55 | 45 | 10  | 38    |
| 6     | Huachipato           | 34 | 11 | 13 | 10 | 56 | 50 | 6   | 35    |
| 7     | Deportes La Serena   | 34 | 9  | 16 | 9  | 45 | 44 | 1   | 34    |
| 8     | Unión San Felipe     | 34 | 11 | 12 | 11 | 41 | 55 | -14 | 34    |
| 9     | Santiago Morning     | 34 | 12 | 9  | 13 | 55 | 58 | -3  | 33    |
| 10    | Audax Italiano       | 34 | 9  | 15 | 10 | 50 | 54 | -4  | 33    |
| 11    | O'Higgins            | 34 | 9  | 13 | 12 | 53 | 53 | 0   | 31    |
| 12    | Palestino            | 34 | 8  | 13 | 13 | 47 | 49 | -2  | 29    |
| 13    | Santiago Wanderers   | 34 | 7  | 15 | 12 | 37 | 45 | -8  | 29    |
| 14    | Everton              | 34 | 8  | 13 | 13 | 47 | 63 | -16 | 29    |
| 15    | Green Cross-Temuco   | 34 | 10 | 8  | 16 | 47 | 63 | -16 | 28    |
| 16    | Rangers              | 34 | 7  | 13 | 14 | 40 | 54 | -14 | 27    |
| 17    | Unión La Calera      | 34 | 9  | 9  | 16 | 44 | 72 | -28 | 27    |
| 18    | San Luis             | 34 | 7  | 12 | 15 | 29 | 50 | -21 | 26    |

| Primera División Vinnare av Primera División 1967 |
| ------------------------------------------------- |
| Chile                                             |
| Universidad de Chile 6:e titeln                   |